# Stemmatophora flammans
Stemmatophora flammans is een vlinder uit de familie snuitmotten (Pyralidae). De wetenschappelijke naam van deze soort is voor het eerst geldig gepubliceerd in 1909 door Bethune-Baker.
De soort komt voor in tropisch Afrika.